# Cayos Zapatilla
Cayos Zapatilla es un grupo de dos islas deshabitadas, rodeadas de un arrecife de coral, situadas al este de la Isla Bastimentos, en el archipiélago de Bocas del Toro, en la provincia del mismo nombre al noroeste del país centroamericano de Panamá. Cayo Zapatilla Norte tiene 14 hectáreas de extensión, mientras que el Cayo Zapatilla Sur es comparativamente más grande con 34 hectáreas. Ambas islas se encuentran dentro de los límites del parque nacional Marino Isla Bastimentos, al norte de Cayo Agua e Isla Popa.

## Islas
| Isla                 | Superficie   | Población   |
| -------------------- | ------------ | ----------- |
| Cayo Zapatilla Norte | 14 hectáreas | deshabitada |
| Cayo Zapatilla Sur   | 34 hectáreas | deshabitada |